# Isaac Cronström

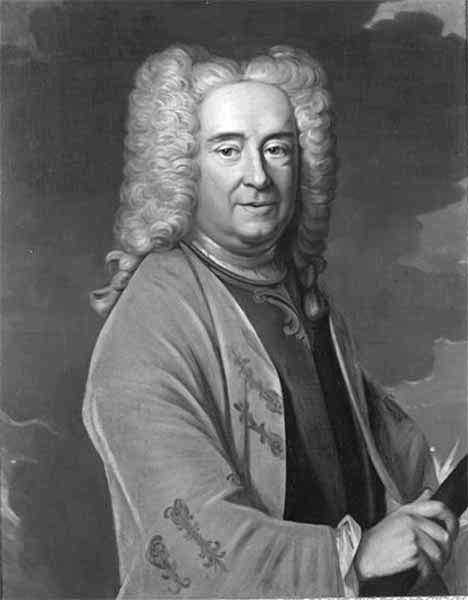
Isaac Cronström

Isaac Cronström (Avesta, Zweden 3 juli 1661 - Kasteel Nemerlaer 31 juli 1751) was een Zweedse generaal in het Staatse leger van de Nederlanden en baron. In Nederland was hij bekend vanwege zijn leidinggevende functie tijdens het Beleg van Bergen op Zoom (1747).
Cronström was een zoon van raadslid en kamerling Isaac Cronström (1620–1679) en Kristina Hanssen. Na de dood van zijn vader trok Cronström op studiereis Europa door en was als student ingeschreven te Leipzig 1679, Leiden 1680 en Parijs 1681. In 1683 kwam hij bij het legerregiment onder de Zweedse graaf C.G. von Königsmarck terecht en diende een groot gedeelte in Frankrijk. Na negen jaar dienst had Cronström de positie van kapitein bereikt. Vervolgens keerde hij terug naar Zweden en diende hij onder Karel XI van Zweden. Deze stuurde hem in dienst van de Oostenrijkers en in 1692 in het Staatse leger der Nederlanders. Hij trouwde in 1695 met Trajectina Anna Elisabeth van Tuyll van Serooskerken (1675-1720), dochter van Hendrik Jacob van Tuyll van Serooskerken (1642-1692) en Anna Elisabeth van Reede (1652-1682). Van hun kinderen bereikten twee dochters en twee zonen de volwassen leeftijd. Cronström was peetouder bij de doop van Belle van Zuylen.
Cronström nam deel aan diverse oorlogen en veldslagen van de Spaanse Successieoorlog, waarna hij werd verheven tot majoor. In 1703 veroverde hij Luik, onder bevelhebberschap van Menno van Coehoorn. Hij behaalde er de graad van kolonel mee. Van 1704 tot 1715 (Barrièretraktaat) was hij Staats commandant van de stad Hoei, in het prinsbisdom Luik. Tussenin vocht Cronström in de Slag bij Malplaquet (1709). Later werd hij een van de bevelhebbers van een Nederlands-regiment in Schotland die koning George I van Engeland moesten ondersteunen in een opstand van 1715. Frederik I van Zweden, die Cronström had leren kennen tijdens de Spaanse Successieoorlog, verhief hem bij zijn troonsbestijging in 1720 in de adelstand en gaf hem de titel van baron. In dat jaar werd Cronström ook gouverneur van de vesting Veurne en later gouverneur van Yperen. Hij maakte nadien nog meer promotie in 1733 tot luitenant-generaal en in 1742 werd hij benoemd tot generaal der cavalerie over de Nederlanden. Sedert augustus 1747 was Cronström gouverneur van 's-Hertogenbosch, doch de vice-gouverneur, generaal Samuel de Constant Rebecque (1676-1756), nam het bevel waar. In 1747 deed Cronström een verzoek om uit al zijn functies ontheven te worden; hij was toen 86 jaar oud. De Nederlandse regering deed echter een beroep op hem om het bevel bij het Beleg van Bergen op Zoom (1747) op zich te nemen. De vesting werd na ruim twee maanden door de Fransen ingenomen. Cronström werd daarvoor wel verantwoordelijk gesteld, maar werd niet veroordeeld. Hij stierf op zijn kasteel op Landgoed Nemelaer op negentigjarige leeftijd.